# Katarzyna Labouré
 Katarzyna Labouré, fr.  Catherine Labouré, wym. /katʁin labuʁe/, właśc. Zoe Labouré (ur. 2 maja 1806 w burgundzkiej wiosce Fain-lès-Moutiers, zm. 31 grudnia 1876 w Paryżu) – francuska mistyczka katolicka, święta Kościoła katolickiego, szarytka.

## Życiorys
Pochodziła z wielodzietnej rodziny chłopskiej. Po śmierci matki (9 października 1815) przejęła jej obowiązki, pomagając ojcu w prowadzeniu gospodarstwa. Jej starsza siostra wstąpiła do klasztoru, gdy zaś Katarzyna postanowiła pójść w jej ślady napotkała na zdecydowany sprzeciw ojca, który wysłał ją do pracy w restauracji stryja w Paryżu.
W wieku 24 lat ostatecznie wstąpiła do zakonu szarytek w Paryżu. W czasie odbywania nowicjatu 27 listopada 1830 doznała objawienia maryjnego; z wydarzeniem tym wiąże się tradycja medalika z Matką Boską (Cudowny Medalik) – na awersie z wizerunkiem Maryi z wyciągniętymi ku ziemi ramionami (symbol spływających łask) i z wężem pod stopami, na rewersie z krzyżem, napisem I. M. (Immaculata Maria – Niepokalana Maryja) i dwoma sercami: jedno z cierniami, drugie przebite mieczem.

## Kult
Cudowny Medalik maryjny upowszechnił spowiednik, ks. Aladel, natomiast sama zakonnica zajęła się pracą w hospicjum w Paryżu, gdzie spędziła resztę życia.

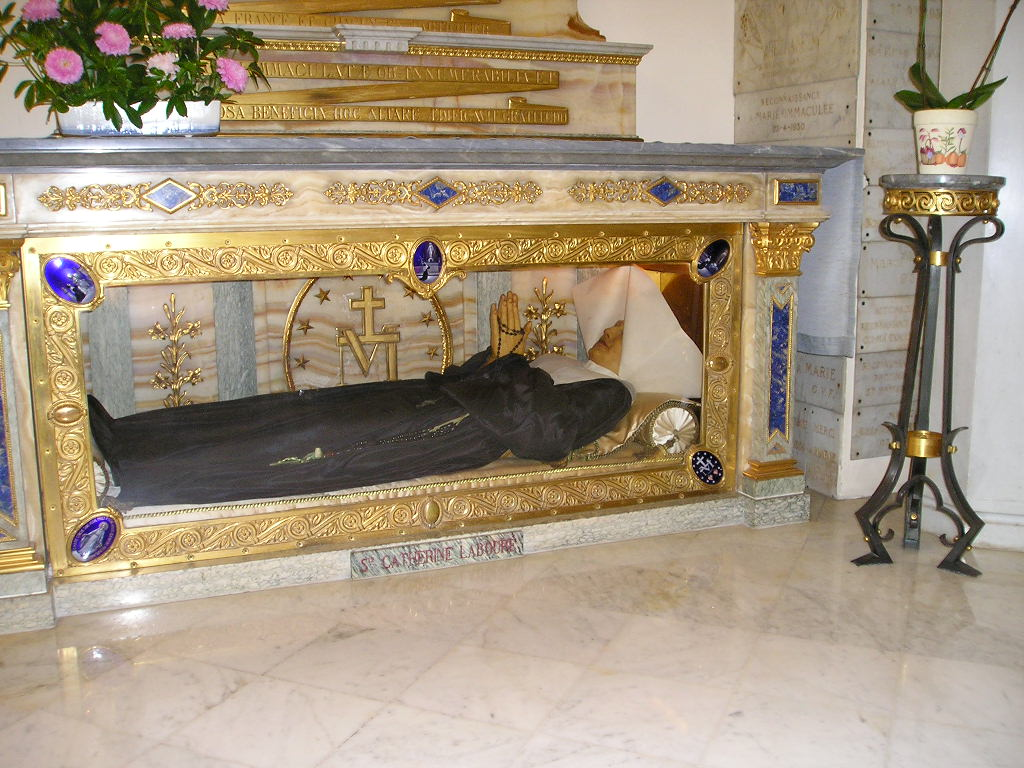
Relikwie św. Katarzyny Labouré.

Relikwie św. Katarzyny Labouré znajdują się w kryształowej trumnie w bocznej kaplicy Domu Macierzystego sióstr szarytek w Paryżu, przy ul. Rue du Bac.
Nazwę „Cudowny Medalik” zatwierdziła Stolica Apostolska, a papież Leon XIII dekretem z dnia 23 lipca 1894 zezwolił na coroczne obchodzenie święta „Objawienia Cudownego Medalika” 27 listopada.
Beatyfikacji Katarzyny dokonał papież Pius XI, 28 maja 1933, a kanonizacji Pius XII 27 lipca 1947 roku.
Wspomnienie liturgiczne w Kościele katolickim obchodzone jest 31 grudnia.